# Río Copán
Der Río Copán ist mit ca. 73 km Länge der längste Nebenfluss des Río Grande de Zacapa in Guatemala. Sein in Honduras und Guatemala befindliches Einzugsgebiet umfasst annähernd 750 km².

## Verlauf
Der Río Copán entsteht durch den Zusammenfluss von Río Gila und Río Amarillo in den bewaldeten Bergen im Westen von Honduras im Gemeindegebiet von Santa Rita in einer Höhe von etwa 750 m. Er fließt in südwestliche Richtungen und passiert die weltberühmte Maya-Stätte von Copán. Nach weiteren ca. 20 km quert er die Grenze nach Guatemala, wo er nach etwa 10 km in den Río Grande de Zacapa mündet, dessen Wasser letztlich vom Río Motagua aufgenommen und in die Karibische See abgeleitet wird.

## Archäologie
In historischer Zeit hat der Río Copán wiederholt seinen Lauf leicht verändert: Dabei hat er einen Teil der Ruinenstätte von Copán unterspült und einen Teil der dortigen Maya-Akropolis abgetragen und weggeschwemmt; andererseits hat er sich auch wieder davon entfernt, so dass diese Stelle sichtbar blieb und die Maya-Forschung hinsichtlich der Themen „Bautechniken“ und „Überbauungen“ bereicherte.